# Slag bij de Caudijnse Passen
De Slag bij de Caudijnse Passen, 321 v.Chr., was een veldslag in de Tweede Samnitische Oorlog, nabij de Samnitische stad Caudium.

## De hinderlaag
De Samnitische bevelhebber, Gaius Pontius wist dat het Romeinse leger in de buurt van Calatia was, en stuurde zijn soldaten vermomd als schaapsherders met de orders om het verhaal te verspreiden dat de Samnieten Lucera in Apulië aan het belegeren waren. De Romeinse commandanten, volledig in de luren gelegd door deze valstrik, besloten om op weg te gaan om hulp te bieden aan Lucera. Erger nog, ze kozen een snellere route door de Pas van Caudinum. Het gebied rond de pas werd omsloten door bergen en kon alleen via twee nauwe doorgangen binnengetreden worden. De Romeinen gingen door een ingang naar binnen, maar toen ze de andere doorgang bereikten, vonden ze deze gebarricadeerd. Ze keerden onmiddellijk terug naar de eerste doorgang, slechts om daar de Samnieten aan te treffen. Op dat moment overviel, volgens Livius, de Romeinen een gevoel van complete wanhoop, wetende dat de situatie hopeloos was.

## Het Samnitisch dilemma
Volgens Livius hadden de Samnieten geen idee wat ze moesten doen om voordeel te halen uit hun succes. Daarom stuurde Pontius een brief naar zijn vader, Herennius Pontius. Zijn antwoord luidde dat de Romeinen ongedeerd weggestuurd moesten worden, zo snel mogelijk. Dit advies werd verworpen en een tweede brief werd gestuurd naar Herennius. Deze keer was het advies om alle Romeinen tot de laatste man te vermoorden.
Niet wetend wat zij moesten doen met zulke tegenstrijdige adviezen, vroegen de Samnieten aan Herennius om persoonlijk uitleg te geven. Toen Herennius arriveerde, legde hij uit dat als zij de Romeinen ongedeerd vrij zouden laten, zij zeker de vriendschap van de Romeinen zouden krijgen. Als zij het gehele Romeinse leger zouden vermoorden, dan zou Rome dusdanig verzwakt zijn dat zij vele generaties lang geen een bedreiging meer zouden vormen. Hierop vroeg zijn zoon of er niet een middenweg was. Herennius hield vol dat elke middenweg absolute waanzin zou zijn, aangezien de Romeinen wraak zouden willen nemen, zonder dat zij verzwakt zouden zijn.

## De nasleep
Volgens Livius was Pontius niet bereid om het advies van zijn vader op te volgen en stond erop dat de Romeinen zich zouden overgeven en onder een juk door zouden passeren. Dit werd overeengekomen door de twee bevelhebbende consuls, aangezien het leger dicht bij de hongerdood was. Livius beschrijft in detail de vernedering van de Romeinen, hetgeen dient ter benadrukking van de wijsheid van Herennius' advies. Echter, het is nu breed geaccepteerd dat, in tegenstelling tot wat Livius ons wil doen geloven, de senaat niet de overeenkomst gemaakt door de twee consuls onmiddellijk verwierp, maar dat Rome zich enkele jaren aan de voorwaarden hield, tot 316 v.Chr.